# Agrotis maculaclarus
Agrotis maculaclarus là một loài bướm đêm trong họ Noctuidae.